# Lamprops profundus
Lamprops profundus is een zeekommasoort uit de familie van de Lampropidae. De wetenschappelijke naam van de soort is voor het eerst geldig gepubliceerd in 1978 door Reyss.